# Jean-Pierre Falret
Pour les articles homonymes, voir Falret.
Jean-Pierre Falret, né le 26 mai 1794 et mort le 28 octobre 1870 à Marcilhac-sur-Célé, dans le Lot, est un psychiatre français, membre de l'Académie de médecine et fondateur de l'Œuvre Falret. Il vécut à Paris et exerça notamment à l’Hôpital de la Salpêtrière. Par son approche clinique, il identifie les symptômes et le fonctionnement des troubles bipolaires qu’il nomme « folie circulaire ». Il fut également un des pionniers dans le champ du médico-social avec la création de structures pour l’accompagnement des personnes en dehors du milieu hospitalier.

## Biographie
Jean-Pierre Falret fait ses humanités à Cahors. Il commence ses études de médecine à l'âge de 17 ans, et obtient son diplôme de docteur en médecine en 1819. Il travaille particulièrement sur les pathologies mentales.
En 1812, il est externe à l’hôpital des Enfants-Malades à Paris. À la suite du remplacement d’un de ses compatriotes, il intègre le service de Philippe Pinel (1745-1826). Il rencontre Jean-Étienne Esquirol (1772-1840) qui va devenir son maître.  En décembre 1819, il soutient sa thèse intitulée : Observations et propositions médico-chirurgicales.
Avec le docteur Félix Voisin, il fonde en 1822 la maison de Vanves près de Paris (1822-1932).
En 1822, il publie son traité De l’hypocondrie et du suicide.  En 1828 et 1829, il reçoit deux médailles d’or décernées par l’Académie des sciences pour des travaux statistiques sur le suicide et les morts subites à partir de documents de la préfecture de police. En 1829, il est d’abord admis comme membre adjoint puis en 1829 comme membre titulaire à l’Académie de médecine. En 1830, il est fait chevalier de la Légion d’honneur. En 1864, il est élevé au grade d’officier.  
C’est en 1821 que Jean-Pierre Falret est nommé médecin de la « section des idiots » à la Salpêtrière. En 1841, il sera responsable de la section des aliénées adultes à la Salpêtrière.
Il visite des asiles d’Angleterre, d’Écosse et d’Irlande au cours de l’année 1835. En 1837, il est consulté au sujet du projet de loi sur les aliénés. 
En 1841, le Dr Jean-Pierre Falret fonde la 'Société de patronage pour les aliénées indigentes sorties guéries de l'hôpital de la Salpêtrière', devenue l'Œuvre Falret, qui accueille aujourd'hui plus de trois mille malades.
C'est en 1843, qu'est créé le patronage et asile de convalescents de la Salpêtrière et en 1856 l’Asile ouvroir. En 1845, il visite l'asile d'Illenau, à Achern, dans le grand-duché de Bade, dont il détaille le plan dans son dernier ouvrage : l’ensemble de ses mémoires rassemblées et publiées en 1864 sous le titre Des maladies mentales et des asiles d’aliénés.

## Un médecin aliéniste et un humaniste
Durant trente-six ans, de 1831 à 1867, Jean-Pierre Falret occupe un poste de médecin aliéniste à l'hospice de la Salpêtrière. Il est très apprécié des malades qui « avaient toutes pour lui de l’affection et du respect. Même dans leurs plus grands écarts, il parvenait à les dominer par le geste, par le regard ou par quelques paroles énergiques, dont la sévérité était toujours tempérée par la bienveillance. » Il est aussi estimé par ses élèves notamment pour sa pédagogie : 
« Le Dr Falret a su, qualité rare entre toutes, faire des élèves instruits à son école, mais indépendants, dont pas un n’a suivi servilement sa trace […]  Tous les élèves qui ont passé par le service du Dr Falret à la Salpêtrière, ont conservé le souvenir vivace des conseils donnés par le maître et de sa bonté toute paternelle. »
Si l’on retient surtout de lui ses travaux cliniques, Jean-Pierre Falret reconnaît lui-même son évolution scientifique en ayant un regard critique sur ses premières approches de l’aliénation. En effet, à la suite de ses maîtres, comme Esquirol, il commence sa carrière en accordant une grande importance aux lésions anatomiques pour expliquer les causes des troubles mentaux. Pendant cette période, il fera une étude statistique approfondie du suicide. Il sera notamment cité par Émile Durkheim, fondateur de la sociologie française, dans son ouvrage paru quelques décennies plus tard en 1897 : Le suicide. Considérant cette approche décevante, il se tourne vers la psychologie, attiré par les maîtres de l’école écossaise. Il entreprendra même un voyage en 1835 pour visiter les asiles d’Angleterre et d’Irlande qui inspireront des améliorations dans les lieux où il pratique. Il préfère finalement se consacrer désormais à une médecine clinique. C’est elle qui lui fera réfuter la théorie de la monomanie (à l’inverse d’Esquirol) qu’il formule ainsi « nous n’admettons jamais l’unité de délire dans l’aliénation mentale ».

### Le clinicien

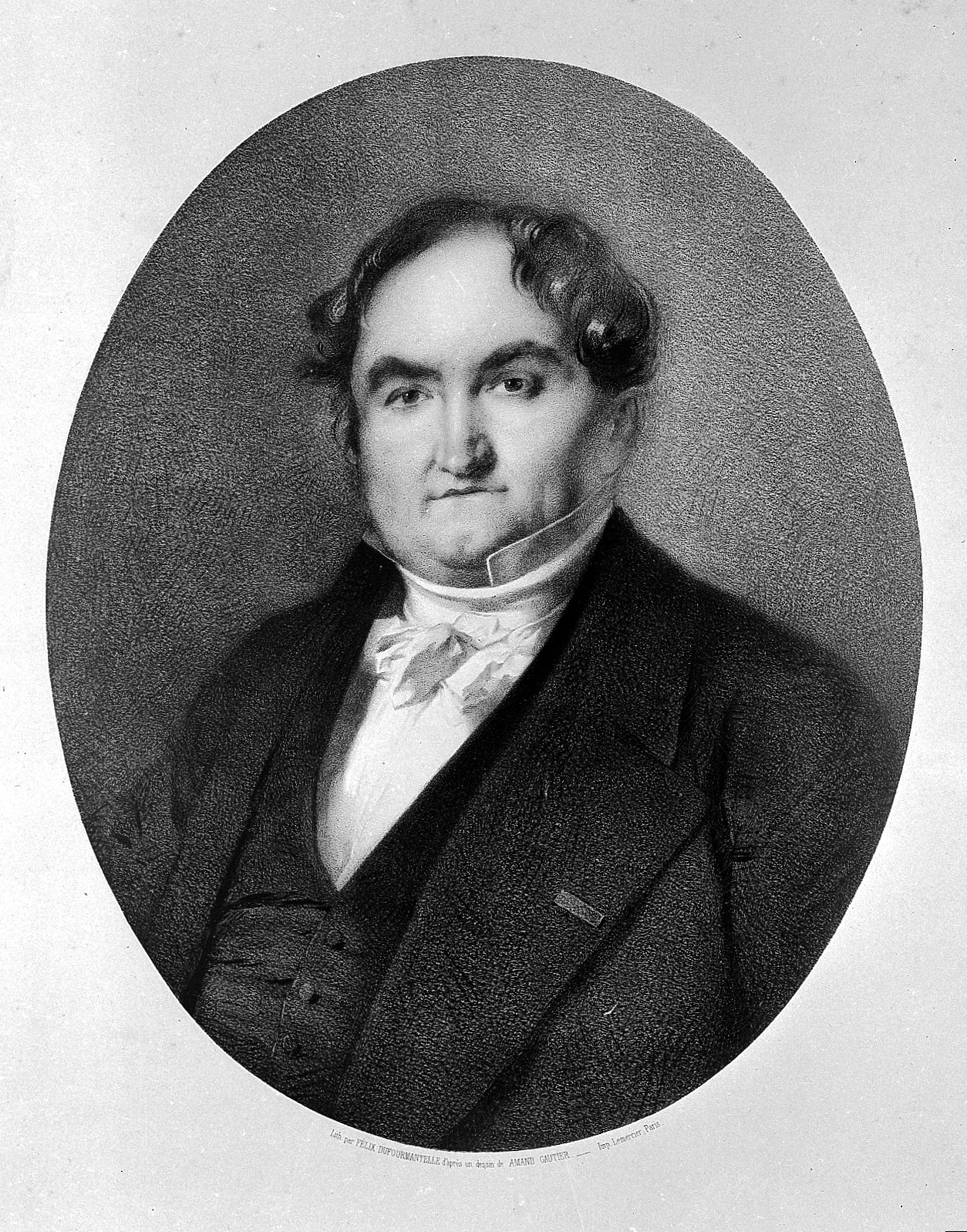
Jean-Pierre Falret.

Il entreprend de faire un enseignement clinique de cette branche nouvelle de la médecine qu’on n’appelait pas encore psychiatrie, enseignement qui connaît un vif succès, puisqu’à l’époque, il n’y avait pas à la Faculté de Paris de chaire correspondante (elle ne sera créée qu’en 1875, à Sainte-Anne).
On peut citer parmi ses élèves Claude Bernard (1813-1878) et Paul Gachet, surtout connu par les portraits que fit de lui Vincent van Gogh (1853-1890) quand ce médecin-peintre amateur le reçut à Auvers-sur-Oise.
Il est le fondateur de la pratique de la présentation du malade.
Jean-Pierre Falret a été l’un des plus éminents psychiatres et chercheurs du milieu du XIXe siècle. Ses découvertes et son humanisme ont fait évoluer la condition des personnes touchées par les troubles mentaux et ouvert la voie de la psychiatrie moderne.
Surtout connu pour ses travaux cliniques et l’utilisation de « tableaux cliniques » aujourd’hui utilisés par tous, Jean-Pierre Falret est célèbre pour ses découvertes en psychiatrie, notamment à propos de la description de ce qu’il a nommé la « folie circulaire ». Il a en effet en 1854, démontré que les accès de manie et de mélancolie, considérées jusque-là comme deux maladies différentes survenant chez le même individu ne sont en fait que deux phases dans l’évolution cyclique d’une seule et même maladie. Kraepelin la nommera un siècle plus tard psychose maniaco-dépressive, dénomination qu’elle a conservée jusqu’à il y a peu. 
On parle plutôt de nos jours de « troubles bipolaires ».
Avec son disciple Ernest-Charles Lasègue, il est l'un des premiers à étudier le phénomène de la folie à deux.
Il décrit aussi la maladie mentale comme « la forme la plus inhumaine de la maladie, celle qui défigure l’esprit ». Une vision qui étonne encore aujourd’hui par sa modernité. Avec lui, on passe de l’aliénation mentale aux maladies mentales. On « reconnaît » progressivement « tout l’humain dans les malades ».

### L'humaniste visionnaire
Profondément humaniste et animé par des convictions chrétiennes fortes, Jean-Pierre Falret se montre farouchement opposé à une pratique de la psychiatrie réduite à l’enfermement et la privation des droits. Il s’est battu pour lui opposer une conception profondément humaine, respectueuse des personnes et ouverte sur la société, comme le précise le Pr Patrick Berche dans son ouvrage sur le cerveau de 2015. Ainsi, après avoir visité les asiles d'Angleterre et d'Écosse en 1835, dont il tira profit pour apporter des améliorations notamment pour la maison de Vanves, il prend une part active à la préparation de la loi du 30 juin 1838 visant à rétablir les droits civiques des malades mentaux pour en faire des citoyens à part entière. 
Le Dr Falret a la conviction que les « aliénés pouvaient guérir de leur maladie et que leur donner une place dans la société et un travail était un gage de leur salut ». Ainsi, il insiste pour une évolution des termes utilisés à l’égard des personnes atteintes de troubles mentaux. Loiseau  écrit dans son éloge : « les mots d’imbécilité, de démence et de fureur qui figurent encore dans le code civil, ont été remplacés dans la loi de 1938 par le mot plus exact et plus général d’aliénation mentale ».
Il a un souci particulier des femmes et des enfants aliénés mentaux et surtout de leur devenir après leur sortie de l’asile comme en témoignent les propos de René Semelaigne : « la période de convalescence mérite toute la sollicitude du médecin, et la condition des femmes est à ce point de vue moins favorable que celle des hommes. Sans asile, sans ouvrage, sans soutien aucun, elles tombent dans l’immoralité ou dans le désespoir qui les entraîne au suicide, ou provoque une rechute ».

## Distinctions
- Officier de la Légion d'honneur (1864).

## Historique des structures créées à son initiative ou à sa suite
Conscient donc de la fragilité de ses patients et des risques de rechute, il fonde, en 1822, avec son collègue Félix Voisin une maison de Santé à Vanves. Par la suite en 1841, soucieux de la réinsertion des aliénés sortant de l’Asile, il sera à l’initiative de la Société de Patronage pour les Aliénés sortis guéris de l’Hôpital de la Salpêtrière avec l’abbé Jean-Joseph Christophe, aumônier de la Salpetrière, qui deviendra plus tard évêque de Soissons. Cette société de patronage deviendra par la suite l’Œuvre Falret.

### Création d'une maison de santé

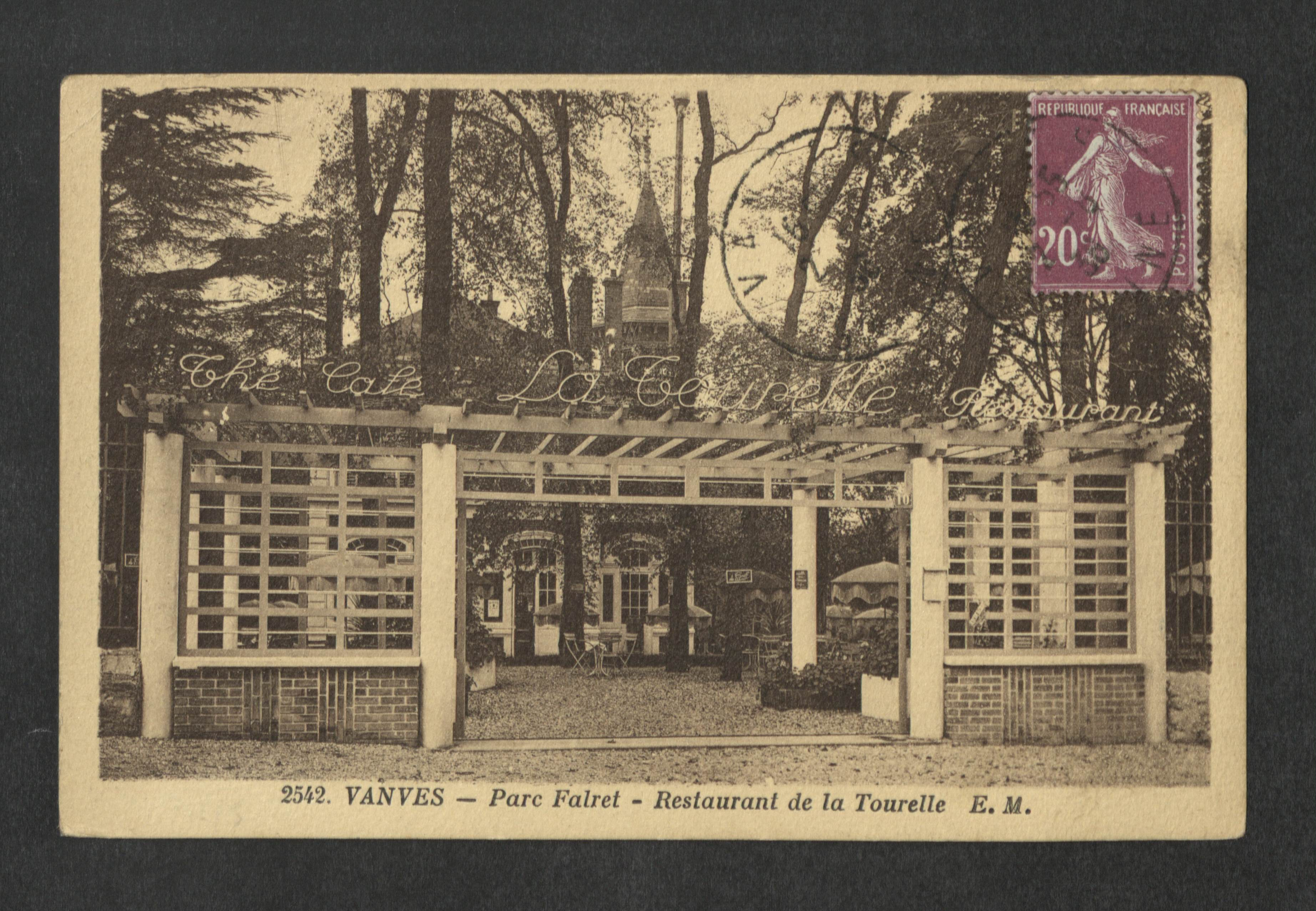
Carte postale - Vanves - Parc Falret - Restaurant de la Tourelle - 9FI-VAN 88.

En 1821, il s'associe avec un autre médecin aliéniste, le docteur Félix Voisin, qui a obtenu son diplôme la même année que lui (1819). Félix Voisin est lui aussi disciple de Philippe Pinel et Jean-Étienne Esquirol. Il a acquis l'année précédente, en 1820, une propriété située à Vanves au sud de Paris. En 1822, les deux médecins y fondent une maison de santé située au numéro 8 de la rue du Bois (de nos jours, rue Falret). Le domaine couvrait 40 hectares. Les bâtiments comprenaient un établissement central, une ferme, une chapelle et des pavillons indépendants à un seul étage. 
À l'origine, il n'y avait que six pavillons, mais en 1898, il y en avait vingt-huit. L'autorisation d'ouverture est donnée par le préfet de police de Paris le 19 avril 1830, pour accueillir cinquante pensionnaires. Ce nombre sera porté à soixante cinq par décision modificative du 5 juin 1839 après la construction de trois nouveaux bâtiments destinés aux pensionnaires féminins. La maison de santé acquiert une excellente renommée, et participe au développement de la commune. Félix Voisin est même élu maire de Vanves jusqu'en 1839. Le fils de Jean-Pierre Falret, Jules Falret, succède à son père comme directeur de l'établissement et de l'Œuvre Falret, jusqu'à son décès en 1902. L'établissement cesse son activité en 1927, et en 1933 le parc Frédéric-Pic fut vendu à la commune de Vanves. Autrefois désigné Parc Falret, il porte désormais le nom du maire de Vanves de l'époque, Frédéric Pic, mais la rue qui le longe se nomme rue Falret. Plusieurs bâtiments de l'établissement subsistent. 
L'un d'entre eux est devenu un restaurant, Le Pavillon de la Tourelle.

### Création d’un asile ouvroir
Le 10 mars 1843, la Société de Patronage pour les Aliénées sorties guéries de l’Hôpital de la Salpêtrière est pourvue d’un « asile ouvroir » au 35 de la rue Plumet (Paris XVe). L’accueil y est assuré par les filles de la Charité, fondées par Saint Vincent de Paul, pour les aliénés les plus démunis, se trouvant dans une extrême misère. Ce lieu leur offre refuge, travail, soins et secours de la religion. « Ainsi, ceux qui constituent les tuteurs de ces pauvres, abandonnés par leur famille et par la société, n’ont pas seulement à soulager des misère présentes, à donner du secours, du travail, un asile même; ils ont un but plus important à proposer, celui de remédier aux causes particulières de leur infortune, ils doivent avant tout chercher à les réconcilier avec leurs familles, ils doivent les faire accepter par la société en provoquant l’intérêt sur leur malheur, en persuadant par l’autorité de leur expérience, aux personnes qui peuvent leur donner un emploi, qu’elles sont très aptes à le remplir, et qu’elles méritent toute confiance. ».
En 1847, cette société fusionne avec celle fondée par un autre aliéniste, Baillarger. En 1848, elle s’élargit en accueillant aussi les hommes aliénés convalescents sortis de Bicêtre et les enfants des uns et des autres. Un décret en Conseil d’État du 18 décembre 1848 modifie partiellement le nom de l’association en y ajoutant «… sortis guéris des asiles de la Salpêtrière… et de Bicêtre ».
Le 16 mars 1849, par arrêté no 15831, publié au Bulletin des lois partie supplémentaire no 1007 et signé Louis Napoléon Bonaparte, la société de patronage obtient sa reconnaissance d'utilité publique et définit son objet : 
« L’œuvre a pour but de prévenir le retour ou le développement héréditaire de l’aliénation mentale en assurant le bienfait d’une assistance matérielle, morale et religieuse aux indigents et aux enfants des indigents des deux sexes qui sortent des deux hôpitaux consacrés dans le département de la Seine au traitement des affections cérébrales ».
En 1855 est créé un asile ouvroir installé à Vaugirard, rue des Vignes, sous le nom d’ « asile ouvroir Sainte-Marie » et confié aux Sœurs Notre-Dame du Calvaire, congrégation fondée par le père Bonhomme. Il est transféré avec elles en 1864 à Grenelle au no 95 de la rue du Théâtre. Il n’accueille que des femmes. Par la suite, la société fait l’acquisition aux enchères d’une maison de campagne dotée d’un parc, au no 50-52 rue du Théâtre à Paris, qui existe encore aujourd’hui.
Par décret impérial no 17955 signé Napoléon, Bulletin des lois no 1107 partie supplémentaire, le nom de la société de patronage est modifié. Elle s’intitule désormais : « Œuvre de patronage pour les aliénés indigents des hôpitaux de la Seine ». Les nouveaux statuts de l’œuvre sont approuvés. La fondation de l’asile ouvroir est entérinée et son fonctionnement arrêté. 
Près de deux siècles après la création de cette première structure d'accueil, l'Œuvre Falret et la Fondation Falret poursuivent le combat lancé par le Dr Jean-Pierre Falret.

## Œuvres et publications
- Observations et propositions médico-chirurgicales, Thèse de médecine de Paris no 296, 1819, Texte intégral.
- De l'hypochondrie et du suicide , considérations sur les causes, sur le siège et le traitement de ces maladies, sur les moyens d'en arrêter les progrès, Croullebois (Paris), 1822, lire en ligne sur Gallica.
- Observations sur le projet de loi relatif aux aliénés, Paris, impr. Adolphe Everat, 1837. (Texte intégral.)
- Des maladies mentales et des asiles d'aliénés : leçons cliniques et considérations générales, J. B. Baillière et fils (Paris), 1864, lire en ligne sur Gallica.
- Leçons cliniques de médecine mentale faites à l'hospice de la Salpêtrière [Première partie. Symptomatologie générale des maladies mentales], Paris, J.-B. Baillière, 1870, lire en ligne sur Gallica
- Mon village [Marcillac du Lot]. Paris, Baillière et fils, 1891. Recueil de poèmes de Falret, suivis de l'éloge de Loiseau.

En collaboration
- avec Félix Voisin, Établissement pour le traitement des aliénés des deux sexes, fondé en juillet 1822, à Vanves, près Paris, impr. de A. Belin (Paris), 1828,

lire en ligne sur Gallica